# Ol'ha Ljachova
Ol'ha Oleksandrivna Ljachova (in ucraino Ольга Олександрівна Ляхова?; Rubižne, 18 marzo 1992) è una mezzofondista ucraina, specializzata negli 800 metri piani, disciplina in cui ha vinto il bronzo europeo a Berlino 2018.

## Palmarès
| Anno | Manifestazione  | Sede           | Evento      | Risultato  | Prestazione | Note  |
| ---- | --------------- | -------------- | ----------- | ---------- | ----------- | ----- |
| 2009 | Mondiali U18    | Bressanone     | 800 m piani | 7ª         | 2'05"67     |       |
| 2010 | Mondiali U20    | Moncton        | 800 m piani | Batteria   | 2'09"24     |       |
| 2011 | Europei U20     | Tallinn        | 800 m piani | 5ª         | 2'07"16     |       |
| 2013 | Europei indoor  | Göteborg       | 800 m piani | 5ª         | 2'02"12     |       |
| 2013 | Europei U23     | Tampere        | 800 m piani | Argento    | 2'01"90     |       |
| 2013 | Europei U23     | Tampere        | 4×400 m     | 4ª         | 3'31"14     |       |
| 2013 | Mondiali        | Mosca          | 800 m piani | Batteria   | 2'00"98     |       |
| 2013 | Mondiali        | Mosca          | 4×400 m     | 4ª         | 3'27"38     |       |
| 2014 | Mondiali indoor | Sopot          | 800 m piani | Batteria   | 2'02"71     |       |
| 2014 | Europei         | Zurigo         | 4×400 m     | Argento    | 3'24"32     | [ 2 ] |
| 2015 | Mondiali        | Pechino        | 800 m piani | Semifinale | 1'58"94     |       |
| 2015 | Mondiali        | Pechino        | 4×400 m     | 5ª         | 3'25"94     |       |
| 2016 | Giochi olimpici | Rio de Janeiro | 800 m piani | Batteria   | 2'03"02     |       |
| 2017 | Europei indoor  | Belgrado       | 800 m piani | Batteria   | 2'06"33     |       |
| 2017 | Europei indoor  | Belgrado       | 4×400 m     | Bronzo     | 3'32"10     |       |
| 2017 | Mondiali        | Londra         | 800 m piani | Batteria   | 2'02"07     |       |
| 2017 | Universiadi     | Taipei         | 800 m piani | Argento    | 2'03"11     |       |
| 2018 | Mondiali indoor | Birmingham     | 800 m piani | Batteria   | 2'03"81     |       |
| 2018 | Europei         | Berlino        | 800 m piani | Bronzo     | 2'00"79     |       |
| 2019 | Europei indoor  | Glasgow        | 800 m piani | Bronzo     | 2'03"24     |       |
| 2019 | Mondiali        | Doha           | 800 m piani | Semifinale | 2'00"72     |       |
| 2019 | Mondiali        | Doha           | 4×400 m     | 6ª         | 3'27"48     |       |
| 2022 | Mondiali        | Eugene         | 800 m piani | Batteria   | 2'02"16     |       |
| 2022 | Europei         | Monaco         | 800 m piani | Batteria   | 2'02"91     |       |
| 2023 | Mondiali        | Budapest       | 800 m piani | Batteria   | 2'03"11     |       |
| 2024 | Europei         | Roma           | 800 m piani | Batteria   | 2'01"51     |       |